# بخش ننور
بخش ننور یکی از بخش‌های شهرستان بانه در استان کردستان در غرب ایران است.

## تقسیمات کشوری
- بخش ننور
  - دهستان بوئین
  - دهستان ننور

شهر: بوئین سفلی

## جمعیت
بنابر سرشماری مرکز آمار ایران، جمعیت بخش ننور شهرستان بانه در سال ۱۳۸۵ برابر با ۹۵۶۳ نفر بوده است.